# Ferencvárosi TC (vízilabda)

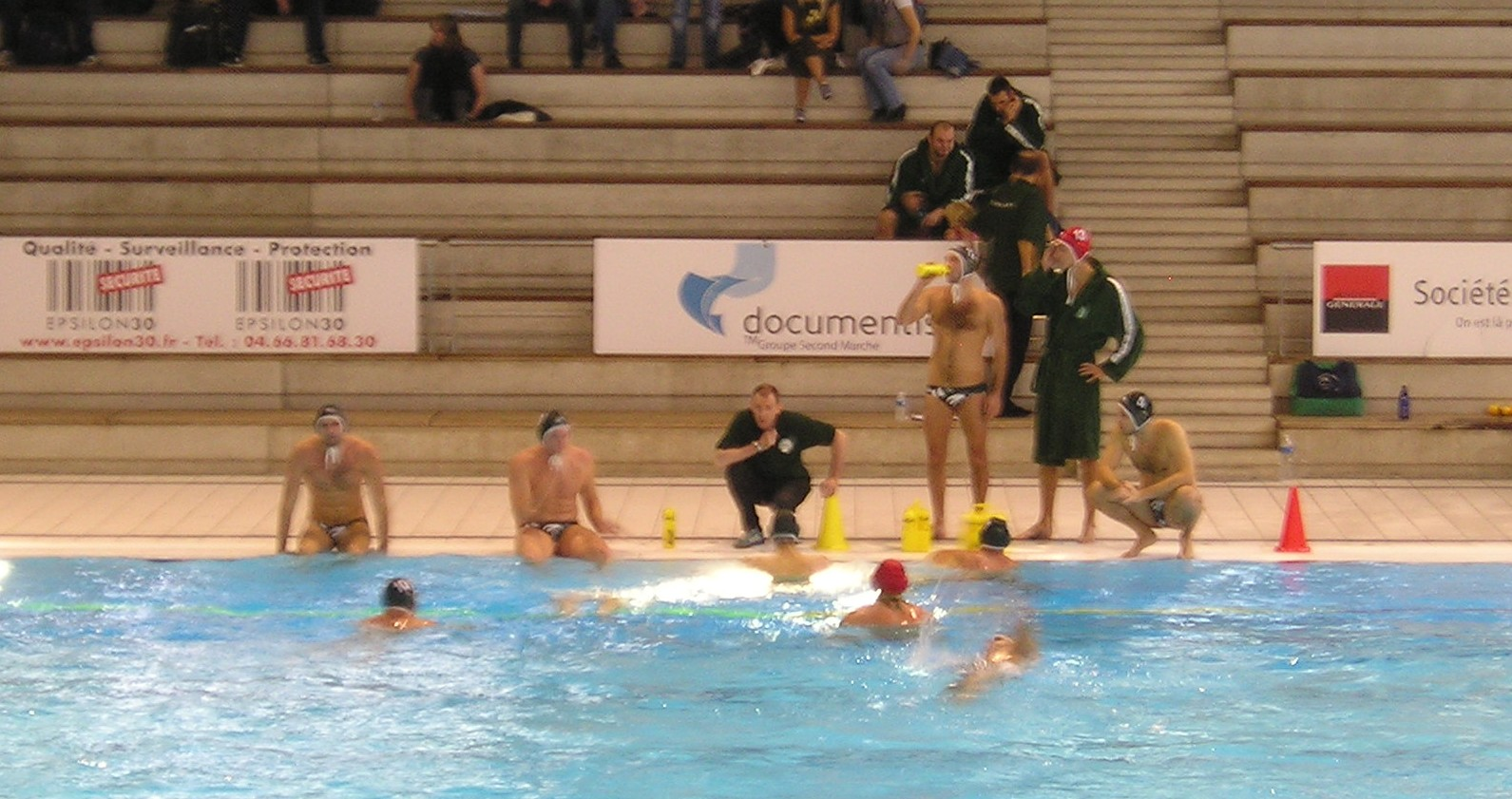
Ferencvárosi vízilabdázók

A Ferencvárosi TC vízilabdacsapata a legsikeresebb magyar vízilabdaklub, melynek székhelye a fővárosban Budapesten található. Jelenleg a E.ON férfi OB I-ben szerepel.
A szakosztályt 1904-ben alapították, színei: zöld és fehér. Hazai mérkőzéseit a Népligetben található uszodában játssza.
A magyar bajnokságot 27, a magyar kupát 24, a bajnokok ligáját 3 (2019, 2024, 2025), a LEN-kupát 2 (2017,2018), a LEN-szuperkupát (1978, 1980 , 2017, 2018, 2024) 5, a LEN Kupagyőztesek Európa Kupáját (1975, 1978, 1980, 1998) 4 alkalommal nyerte meg.
2019-ben Az év magyar csapata címet érdemelték ki a hagyományos sportágak között a 62. M4 Sport – Az Év Sportolója Gálán. Ebben az évben a magyar bajnokságot és a hazai kupát is megnyerték, továbbá a LEN-bajnokok ligájában és a LEN-szuperkupában is az élen zártak.

## A klub története
A magyar bajnokságot 25, a Magyar Kupát 22, a Kupagyőztesek Európa-kupáját 4 (1975, 1978, 1980, 1998), a LEN-szuperkupát pedig 4 alkalommal (1978, 1980, 2018, 2019) nyerte meg. A LEN-kupában kétszer is döntőt játszott (1995, 1997). A 2016–17-es szezonban az Európa-kupa döntőjébe jutott be, miután az elődöntőben 17–16-os összesítéssel legyőzték a montenegrói Jadran Herceg Novit.
A finálé első mérkőzésén 12–6-ra nyert a Digi Oradea csapata ellen, majd a visszavágón, hazai medencében 7–7-es döntetlen után a zöld-fehér csapat elhódította a második számú klubtrófeát, 19 év elteltével nyerve jelentős nemzetközi kupát.
2017. november 4-én a Komjádi-uszodában rendezett LEN-szuperkupa mérkőzésen 6–6-os döntetlent követően büntetőkkel kikapott a LEN-bajnokok ligája győztes Szolnoki Dózsa-KÖZGÉP csapatától.
A következő, 2017-18-as szezonban újra bejutott a LEN-Európa-kupa döntőjébe, miután az elődöntős párharc folyamán a Miskolci Vízilabda Club csapatát ejtette ki. A döntő első mérkőzésén hazai pályán 9–8-as, egy gólos győzelmet arattak az olasz Banco BPM SM Busto csapata ellen. Az április 18-án rendezett visszavágón idegenben is győzött a zöld-fehér csapat 8–5-re, így kettős győzelemmel, 100 százalékos teljesítményt nyújtva védte meg címét és nyerte meg második LEN-Európa-kupáját. A szezon végén 18 év elteltével jutott be a csapat a bajnokság döntőjébe, ahol a Szolnoki Dózsa-KÖZGÉP csapatát összesítésben 3-2 arányban legyőzve megszerezte a klub történetének 23. bajnoki címét. Novemberben a görög Olimbiakósz ellen története során harmadszor nyerte meg a csapat az európai Szuperkupát. A 2018-2019-es szezonban a csapat megvédte bajnoki elsőségét, 23. címét megszerezve az OSC elleni döntőben. A Bajnokok Ligája nyolcas döntőjében a Jug Dubrovnikot és a CN Barcelonetát legyőzve bejutott a csapat a döntőbe, majd ott a címvédő Olimbiakószt 10–10-es döntetlent követően ötméteresekkel legyőzve története során először megnyerte a legrangosabb klubtrófeát. 2019 november 2-án saját uszodájában 14–11-re győzte le a francia CN Marseille csapatát az európai Szuperkupa döntőjében, ezzel megvédte címét és negyedszer is megnyerte a trófeát. December 8-án az OSC-t 8–7-re legyőzve szerezte meg története 19. kupagyőzelmét a csapat. A klub 2018 után 2019-ben is minden sorozatot megnyert, ahol elindult. A 2020–2021-es szezonban címvédőként újra bejutott a Bajnokok Ligája döntőjébe, ám ott a Pro Recco ellen 9–6-os vereséget szenvedett. A bajnokságban 3. helyen zárt a csapat. Az FTC a 2023-2024-es idényben Nyéki Balázs vezetőedző irányításával a bajnoki cím és a magyar kupagyőzelem mellett története során másodszor is megnyerte a Bajnokok Ligáját. A döntőben a Pro Recco ellen 12–11-re nyert a magyar csapat. 2024 szeptemberében az európai Szuperkupát is megnyerte a Ferencváros, a döntőben a horvát Jug Dubrovnik ellen 13–9-re diadalmaskodva.

## Sikerei

### Hazai
- E.ON férfi OB I: (27)
  - (1910, 1911, 1912, 1913, 1918, 1919, 1920, 1921, 1922, 1925, 1926, 1927, 1944, 1956, 1962, 1963, 1965, 1968, 1988, 1990, 2000, 2018, 2019, 2022, 2023, 2024, 2025)
- Magyar kupagyőztes: (24)
  - (1923, 1924, 1926, 1949, 1957, 1962, 1964, 1965, 1967, 1969, 1973, 1976, 1977, 1978, 1989, 1990, 1996, 2018, 2019, 2020, 2021, 2022, 2023, 2024)
- Szuperkupa:
  - (2018)

### Nemzetközi
- LEN-bajnokok ligája
  - 1. hely (3): (2019, 2024, 2025)
  - 2. hely (1): (2021)
  - 3. hely (1): (2022)
- LEN-kupa
  - 1. hely (2): (2017, 2018[16])
  - 2. hely (2): (1995, 1997)
- LEN-szuperkupa
  - 1. hely (5): (1978, 1980, 2018, 2019,[17] 2024[18])
  - 2. hely (1): (2017)
- LEN-kupagyőztesek Európa-kupája
  - 1. hely (4): (1975, 1978, 1980, 1998)

## Név változtatások
- Ferencvárosi TC: (1904 – 1949)
- ÉDOSZ SE: (1950 – 1951)
- Budapesti Kinizsi: (1951 – 1956)
- Ferencvárosi TC: (1957–1988/89)
- FTC-Törley: (1989/90 – 1992/93)
- Ferencvárosi TC: (1993/94)
- FTC-Vitasport: (1994/95 – 1995/96)
- FTC-Vitalin: (1996/97 – 1998/99)
- FTC-Thomas Jeans: (1999/00)
- FTC-Mirato: (2000/01)
- FTC-VMAX: (2001/02 – 2002/03)
- Jégcsillag-FTC: (2003/04)
- Betonút-FTC: (2004/05 – 2005/06)
- FTC-Aprilia: (2006/07 – 2008/09)
- FTC-Fisher Klíma: (2008/09 – 2011/12)
- Széchenyi Bank-FTC: (2012/13 – 2013/14)
- Ferencvárosi TC: (2014/15)
- FTC-PQS Waterpolo: (2015/16 – 2017/18)
- FTC-Telekom Waterpolo  (2018/19–)

## Keret
2022–23-as szezon
| №  | Nemzetiség | Játékos                  | Születési idő                  | Poszt          | L/R |
| 1  | HUN        | Szakonyi Dániel          | 1994. március 1. (31 éves)     | Kapus          |     |
| 2  | HUN        | Molnár Erik              | 2003. június 24. (22 éves)     | Szélső, átlövő |     |
| 3  | HUN        | Pohl Zoltán              | 1995. március 27. (30 éves)    | Bekk           |     |
| 4  | RUS        | Danyiil Merkulov         | 1997. március 3. (28 éves)     | Szélső, átlövő |     |
| 5  | GRE        | Sztilianosz Argiropulosz | 1996. augusztus 2. (28 éves)   | Center         |     |
| 6  | SRB        | Nemanja Ubović           | 1991. február 24. (34 éves)    | Szélső, átlövő |     |
| 7  | HUN        | Fekete Gergő             | 2000. június 24. (25 éves)     | Átlövő         |     |
| 8  | HUN        | Vigvári Vendel           | 2001. szeptember 10. (23 éves) |                |     |
| 9  | HUN        | Német Toni               | 1994. január 14. (31 éves)     |                |     |
| 10 | HUN        | Varga Dénes              | 1987. március 29. (38 éves)    | Center         |     |
| 11 | HUN        | Jansik Szilárd           | 1994. április 6. (31 éves)     | Átlövő         |     |
| 12 | ITA        | Luca Damonte             | 1986. február 8. (39 éves)     | Szélső         |     |
| 13 | HUN        | Nagy Ádám                | 1998. május 19. (27 éves)      | Szélső, átlövő |     |
| 14 | HUN        | Vogel Soma               | 1997. július 7. (28 éves)      | Kapus          |     |
| 15 | HUN        | Varga Bence              | 2002. április 8. (23 éves)     | Szélső, átlövő |     |
| 16 | HUN        | Varga Vince              | 2005. augusztus 16. (19 éves)  | Bekk           |     |
| 12 | HUN        | Vadovics Viktor          | 1998. június 24. (27 éves)     | Center         |     |

| Szakmai stáb | Szakmai stáb   |
| ------------ | -------------- |
| Vezetőedző   | Nyéki Balázs   |
| Másodedző    | Korényi Balázs |

### Átigazolások(2023-24)
| Érkezők: - Dušan Mandić (VK Novi Beograd-tól) - Edoardo Di Somma (AN Brescia-tól) - Szabó Bence (BVSC-Zugló-tól) - Nagy Ákos (KSI-tól) | Távozók: - Nemanja Ubović (Vuliagmeni) - Vadovics Viktor (??) - Varga Bence (??) |

## Edzők
- Németh János (1951–1953)
- Rajki Lajos (1953–1956)
- Fábián Dezső (1957–1958)
- Földes László (1959)
- Fábián Dezső (1960–1966)
- Gyarmati Dezső (1967–1969)
- Goór István (1970–1975)
- Mayer Mihály (1975–1980)
- Felkai László (1981–1982)
- Dr. Szívós István (1983–1990)
- Mayer Mihály (1990–1992)
- Kásás Zoltán (1992–1994)
- Wolf Péter (1994–1995)
- Kásás Zoltán (1995)
- Wiesner Tamás (1995–1996)
- Godova Gábor (1996–1998)
- Vad Lajos (1998–2001)
- Gyöngyösi András (2001–2003)
- Csapó Gábor (2003)
- Bíró Attila (2004–2006)
- Somossy József (2006–2009)
- Godova Gábor (2009–2010)
- Ambrus Tamás (2010–2013)
- Varga Zsolt (2013–2023)
- Nyéki Balázs (2023–)

## Női csapat
A budapesti zöld-fehéreknek egészen a 2017–2018-as idény kezdetéig nem volt vízilabdában női csapata. Hivatalosan 2017. szeptember 12-én jelentette be a klub vezetősége, hogy a következő bajnokságban OB I-es csapatot indít. Szakmai igazgatónak a klubnál már előtte is dolgozó korábbi olimpiai bajnokot, Gerendás Györgyöt kérték fel, vezetőedzőnek pedig Béres Gergelyt nevezték ki. A fiatal saját nevelésű tehetségek mellé olyan korábbi Európa-bajnok válogatott játékosokat igazolt a klub, mint Bujka Barbara, Kasó Orsolya és Kisteleki Dóra. A 2020–21-es bajnokságban a csapat bronzérmet szerzett. 2021 nyarától Gerendás György látja el a vezetőedzői teendőket. 2023-ban az Eurokupa döntőjébe jutottak, de ott az UVSE szerezte meg a trófeát. 2024-ben Gerendás György visszavonult, az utódja Matajsz Márk lett.
Eurokupa
Döntős: 2022–23
Bajnoki helyezések
- 2017–18: 4. hely
- 2018–19: 4. hely
- 2019–20: –
- 2020–21: 3. hely
- 2021–22: 3. hely[25]
- 2022–23: 3. hely
- 2023–24: 2. hely[26]
- 2024–25: 1. hely

Magyar kupa
Győztes: 2022

## Külső hivatkozások
- Játékosstatisztika a magyar vízilabda-szövetség honlapján. Archiválva 2013. április 22-i dátummal a Wayback Machine-ben
- Információk az ftc.hu honlapján